# Арне Кротак
Арне Кротак (словац. Arne Kroták; 6 червня 1972, м. Попрад, ЧССР) — словацький хокеїст, правий нападник.
Вихованець хокейної школи ХК «Попрад». Виступав за ХК «Кошице», ХК «Попрад», ХК «Злін», «Тржинець».
У складі національної збірної Словаччини провів 6 матчів (2 голи). У складі юніорської збірної Чехословаччини учасник чемпіонату Європи 1990.
Досягнення
- Срібний призер чемпіонату Словаччини (2003, 2006, 2011), бронзовий призер (2002).